# ویلیام تیلور
ویلیام بی. تیلور جونیور (انگلیسی: William B. Taylor Jr.؛ زادهٔ ۱۴ سپتامبر ۱۹۴۷) همچنین شناخته‌شده با نام بیل تیلور، سیاست‌مدار و دیپلمات اهل ایالات متحده آمریکا با سابقه سفارت آمریکا در اوکراین است. او تحصیلات خود را در آکادمی نظامی ایالات متحده و دانشگاه هاروارد گذرانده‌است. تیلور از سروان‌های پیشین نیروی زمینی ایالات متحده آمریکا است که در جنگ ویتنام حضور داشته و نشان ستاره برنزی و نشان هوایی دریافت کرده‌است.
بیل تیلور از شاهدان احضارشده به مجلس نمایندگان در جریان استیضاح دونالد ترامپ است.